# اوستهامار
اوستهامار (به سوئدی: Östhammar) یک منطقهٔ مسکونی در سوئد است که در بخش اوستهامار واقع شده‌است. اوستهامار ۳٫۷۶ کیلومتر مربع مساحت و ۴٬۵۳۴ نفر جمعیت دارد.